# Liz Cheney
Elizabeth Lynne Cheney (nascida em 28 de julho de 1966) é uma advogada e política americana que tem sido a representante dos EUA para o distrito congressional do Wyoming desde 2017. Ela foi vice-secretária de Estado assistente para assuntos do Oriente Próximo no governo George W. Bush e presidiu a Conferência Republicana da Câmara, a terceira posição mais alta na liderança republicana da Câmara, de 2019 a 2021.
Cheney é a filha mais velha do ex-vice-presidente Dick Cheney e da segunda-dama Lynne Cheney. Ela ocupou vários cargos no Departamento de Estado dos EUA durante o governo de George W. Bush, notadamente como Vice-Secretária de Estado Adjunta para Assuntos do Oriente Próximo e Coordenadora de Iniciativas do Oriente Médio e do Norte da África. Ela promoveu a mudança de regime no Irã enquanto presidia o Grupo de Política e Operações Irã-Síria com Elliott Abrams. Em 2009, Cheney e Bill Kristol fundaram a Keep America Safe, uma organização sem fins lucrativos preocupada com questões de segurança nacional, que defendia as posições do governo Bush-Cheney. Ela foi candidata à eleição de 2014 para o Senado dos EUA em Wyoming, desafiando o titular de três mandatos Mike Enzi, antes de se retirar da corrida. Na Câmara dos Deputados, ela ocupa a cadeira que seu pai ocupou de 1979 a 1989.
Considerada uma líder ideológica conservadora na tradição da era Bush-Cheney e uma representante do establishment republicano, Cheney é uma neoconservadora, conhecida por seu foco na segurança nacional, apoio aos militares dos EUA, postura pró-empresarial, visões agressivas de política externa e conservadorismo fiscal e social. Ela é considerada uma das líderes da ala neoconservadora do Partido Republicano e criticou a política externa do governo de Donald Trump ao mesmo tempo em que votava firmemente em apoio à sua agenda geral.
Cheney apoiou o segundo impeachment de Donald Trump por seu papel na tomada do Capitólio dos EUA em 2021. Por causa de sua posição sobre o motim do Capitólio, seu voto de impeachment e oposição à narrativa de eleições roubadas de Trump, os membros pró-Trump do Freedom Caucus da Conferência Republicana da Câmara tentaram removê-la da liderança do partido em fevereiro de 2021. Esse esforço falhou, e Cheney permaneceu na presidência da conferência até meados de maio, quando membros pró-Trump da Câmara novamente pressionaram por sua remoção. Com o líder da minoria da Câmara, Kevin McCarthy, apoiando o esforço, Cheney foi removida de sua posição. Depois de suas batalhas com a liderança republicana, Cheney recebeu ameaças de morte, levando-a a gastar US$ 58.000 em uma equipe de segurança privada. Ela disse que pretende ser "a líder, uma das líderes, na luta para ajudar a restaurar nosso partido" e que pode estar interessada em uma futura candidatura presidencial. Em julho de 2021, a presidente da câmara Nancy Pelosi nomeou Cheney para o Comitê da Câmara sobre o ataque de 6 de janeiro. Dois meses depois, ela foi nomeada vice-presidente do comitê. Após a invasão russa da Ucrânia em 2022, Cheney criticou o que chamou de "ala Putin" do Partido Republicano.

## Início de carreira
Antes de cursar a faculdade de direito, Cheney trabalhou para o Departamento de Estado por cinco anos e para a Agência dos Estados Unidos para o Desenvolvimento Internacional entre 1989 e 1993. Depois de 1993, ela conseguiu um emprego na Armitage Associates LLP, a empresa de consultoria fundada por Richard Armitage, então ex-funcionário do Departamento de Defesa e agente Irã-Contras, que mais tarde foi vice-secretário de Estado.

## Departamento de Estado

### Subsecretária de Estado Adjunta para Assuntos do Oriente Próximo
Em 2002, Cheney foi nomeada Subsecretária de Estado Adjunta para Assuntos do Oriente Próximo, um posto vago preexistente com um "portfólio econômico", um mandato para promover o investimento na região. Em meio a relatórios, incluindo um artigo de opinião do New York Times de Paul Krugman, que o cargo foi criado especialmente para ela, o porta-voz do Departamento de Estado Richard Boucher disse que ela veio recomendada pelo então secretário de Estado Colin Powell. O Sunday Times informou que a nomeação de Cheney foi "o sinal mais intrigante de que os Estados Unidos estão levando a sério a reforma do Oriente Médio" e "uma medida da seriedade com que o governo estava levando os programas do Oriente Médio para alfabetização, educação e reforma". A nomeação seguiu divisões políticas divulgadas entre o escritório do vice-presidente e o Departamento de Estado sobre a política do Oriente Médio. Nessa posição, ela recebeu o controle da Iniciativa de Parceria do Oriente Médio, projetada para "promover o aumento da democracia e do progresso econômico em uma região conturbada". O programa gastou US$ 29 milhões em 2002, aumentando para US$ 129 milhões no ano seguinte. A tarefa de Cheney era canalizar dinheiro para grupos pré-selecionados, alguns dos quais não foram identificados publicamente por medo de retaliações de governos existentes que procuravam minar. Para o ano orçamentário de 2004, o projeto buscou US$ 145 milhões.

### Campanha de reeleição Bush-Cheney de 2004

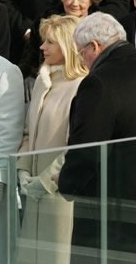
Cheney na posse presidencial de 2005

Após dois anos, Cheney deixou seu cargo no Departamento de Estado em 2003 para trabalhar na campanha de reeleição de Bush-Cheney em 2004. Ela participou da iniciativa "W Stands for Women" da campanha para atingir eleitores do sexo feminino.

## Câmara dos Representantes dos EUA

### Eleições

#### 2016
Depois que a titular Cynthia Lummis anunciou sua aposentadoria no outono de 2015, Cheney anunciou que estava considerando concorrer a sua vaga em 2016. Em 1º de fevereiro de 2016, Cheney anunciou sua candidatura ao assento da Câmara de Wyoming. Ela foi amplamente considerada a favorita, e uma pesquisa encomendada pelo Casper Star-Tribune e Wyoming PBS mostrou sua liderança nas primárias republicanas. – a verdadeira disputa neste estado fortemente republicano. O magnata do petróleo Simon Kukes contribuiu para sua campanha. Ela foi eleita com mais de 60% dos votos.

#### 2018
Nas eleições gerais de 6 de novembro, Cheney foi reeleita para a Câmara com 127.951 votos, derrotando o democrata Greg Hunter (59.898 votos), o libertário Richard Brubaker (6.918) e o candidato do Partido da Constituição Daniel Clyde Cummings (6.069).

#### 2020
Cheney derrotou Blake Stanley nas primárias republicanas com 73% dos votos, e a democrata Lynnette Gray Bull nas eleições gerais com 69% dos votos.

#### Segundo impeachment de Donald Trump
Em 12 de janeiro de 2021, após o ataque ao Capitólio dos Estados Unidos em 2021 durante o processo de certificação do presidente eleito Joe Biden, Cheney anunciou que votaria pelo impeachment de Trump por seu papel em incitar o ataque. Em um comício pouco antes do ataque, Trump disse à multidão de insurretos para "se livrar" de Cheney, e a multidão atacou o Capitólio enquanto gritava "Enforquem Mike Pence!" e tentando encontrar legisladores. Cheney disse que Trump "acendeu a chama" do tumulto e não fez nada para impedi-lo. Dizendo que "nunca houve uma traição maior por parte de um presidente dos Estados Unidos de seu cargo e seu juramento", ela anunciou seu apoio ao impeachment. Nove outros republicanos se juntaram a ela em 13 de janeiro.

## Posições políticas
Cheney foi várias vezes descrita como "realeza republicana". O National Interest a chamou de "herdeira de um trono neoconservador". Salon a chamou de "arquiconservadora".
A Brookings Institution argumentou que Cheney tem uma estratégia de longo prazo para se tornar a líder do Partido Republicano na era pós-Trump e que "ela é uma verdadeira conservadora - democratas que gostam de sua oposição a Trump nunca gostarão de sua política".

### Comissão de 6 de janeiro de 2021
Cheney foi um dos 35 republicanos que se juntaram a todos os representantes democratas na votação para aprovar a legislação para estabelecer a comissão de 6 de janeiro de 2021 destinada a investigar o ataque ao Capitólio dos EUA. Antes da votação, ela foi um dos poucos parlamentares republicanos que expressou abertamente apoio à comissão.